# ITS Cup 2013
ITS Cup 2013 byl tenisový turnaj pořádaný jako součást ženského okruhu ITF, který se odehrával na otevřených antukových dvorcích v areálu OMEGA centrum sportu a zdraví. Událost s rozpočtem 100 000 dolarů probíhala mezi 15. až 21. červencem 2013 v Olomouci jako pátý ročník turnaje. 

## Ženská dvouhra

### Nasazení
| Země                            | Hráčka                     | WTA  | Nasazení |
| ------------------------------- | -------------------------- | ---- | -------- |
| Slovinsko                       | Polona Hercogová           | 87.  | 1.       |
| Česko                           | Barbora Záhlavová-Strýcová | 96.  | 2.       |
| Česko                           | Eva Birnerová              | 104. | 3.       |
| Francie                         | Pauline Parmentierová      | 120. | 4.       |
| Ukrajina                        | Maryna Zanevská            | 131. | 5.       |
| Itálie                          | Nastassja Burnettová       | 156. | 6.       |
| Ukrajina                        | Nadija Kičenoková          | 169. | 7.       |
| Rumunsko                        | Andreea Mituová            | 174. | 8.       |
| Žebříček WTA k 8. červenci 2013 |                            |      |          |

### Jiné formy účasti
Následující hráčky obdržely divokou kartu do hlavní soutěže:
- Jesika Malečková
- Karolína Novotná
- Gabriela Pantůčková
- Barbora Štefková

Následující hráčky postoupily z kvalifikace:
- Tereza Malíková
- Pernilla Mendesová
- Petra Rohanová
- Zuzana Zálabská

## Přehled finále

### Ženská dvouhra
- Polona Hercogová vs.  Katarzyna Piterová, 6–0, 6–3

### Ženská čtyřhra
- Renata Voráčová /  Barbora Záhlavová-Strýcová vs.  Martina Borecká /  Tereza Malíková, 6–3, 6–4